# Virga (neuma)
La virga (dal latino bastone) è un neuma elementare, insieme al punctum, utilizzato nel canto gregoriano.
Nella notazione quadrata è dotata di una coda verso il basso.

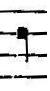
Virga

La virga è presente anche come elemento neumatico in numerosi neumi composti e corrisponde sempre alla cima melodica del neuma e più spesso anche all'accento ritmico.

## Origine
La virga  è un resto grafico dell'epoca dove solo il senso di variazione della melodia veniva notato graficamente con un accento acuto / dalle note che indicavano una elevazione, ed un accento grave \ dalle note che indicavano un abbassamento in rapporto al resto di una parola per i canti sillabici o di neumi per i canti neumatici.

L'accento grave si è poi trasformato graficamente in un piccolo tratto orizzontale - più o meno ridotto ad un punto, l'accento acuto ha conservato il suo disegno e ha dato origine alla barra verticale della virga.

## Interpretazione
La virga può apparire in due diversi contesti: come indicazione melodica o come indicazione ritmica.

### Indicazione melodica
Sopra una sillaba isolata indica una altezza melodica, più alta della nota che la precede o che la segue. Questa indicazione, che era importante nella notazione corsiva, non è più significativa nella notazione diastematica sul tetragramma, dove l'altezza della nota è evidente. Logicamente non è più stata riscritta nelle notazioni "quadrate", sia vaticane che di Solesme, ma è frequentemente presente nelle trascrizioni corsive del Graduale Triplex.

### Indicazione ritmica
All'inizio di un gruppo neumatico, la virga isolata gioca un ruolo ritmico importante per segnalare due attacchi consecutivi. In questa posizione (per esempio, qui, sulla prima parola dell'Alleluia Ostende nobis), è generalmente trascritta da una virga dall'edizione vaticana e questa virga è solitamente puntata nelle edizioni di Solesmes.
È una nota importante che deve supportare l'attacco e forte tanto in intensità che in durata.

La nota che la segue ugualmente una nota d'attacco, ma generalmente più breve.